# خوسيه كاسترو (مبارز بالسيف)
خوسيه كاسترو هو مبارز بالسيف برتغالي، ولد في 14 مارس 1928.

## وصلات خارجية
- خوسيه كاسترو على موقع أوليمبيديا (الإنجليزية)